# Средна Франкония
Средна Франкония (на немски: Mittelfranken) е регион в Бавария в Германия.
Средна Франкония има площ 7244,85 km² и население 1 719 494 души (на 31 декември 2008). Управлението е в град Ансбах. Най-големият град е Нюрнберг. Другите големи градове са Фюрт и Ерланген.
Средна Франкония се намира в Северозападна Бавария и граничи с Баден-Вюртемберг и с баварските региони Горна Бавария, Горна Франкония, Долна Франкония, Швабия и Горен Пфалц.